# Lars Däubler
Lars Däubler (* 1977 in Hameln als Lars Kuklinski) ist ein deutscher Jazzmusiker (Trompete, auch Piccolotrompete, Stimme, Elektronik), der auch im Bereich der klassischen Musik hervorgetreten ist.

## Leben und Wirken
Däubler studierte von zunächst von 1998 bis 2003 an der Folkwanghochschule bei Uli Beckerhoff, um dann bei 2006 ein Aufbaustudium Orchesterinstrumente bei Uwe Köller zu absolvieren. Weiterhin hatte er Unterricht und besuchte  Workshops bei Kenny Wheeler, Reiner Winterschladen, Bart van Lier, Bernhard Mergner, Andy Haderer, Herbert Hellhund, Günter „Baby“ Sommer, Manfred Schoof und Matthias Höfs.
Däubler war Mitglied im Jazzorchester Niedersachsen unter Herbert Hellhund und trat mit dem deutsch-französischen Ensemble Jazzcomponium unter Joël Drouin auf der Expo 2000 auf. Jan Klare und Peter Eisold holten ihn zu  Supernova. Dann begann er eigene Gruppen zu leiten, mi denen er auch Alben veröffentlichte. Er war Mitglied im Jazz-Art-Ensemble Niedersachsen unter der Leitung von Ulli Orth (2004) und von Gunter Hampel (2005), später erneut von Ulli Orth (2022). Er gehörte dann zu Natalie Hausmanns Le Diffus und zum Pop-Jazz-Projekt Coustics von Albrecht Husen, die beide 2006 Alben veröffentlichten. Seit 2006 trat er auch solistisch auf. Mit Wiglaf Droste und dem Spardosen-Terzett stellte er deutschlandweit das Programm „Seit du da bist auf der Welt“ vor. Als Mitglied der Band Club des Belugas tourte er international; zwischen 2003 und 2016 war er an vier Tonträgern der Gruppe beteiligt.
Weiterhin war er als Theatermusiker in Bochum und in Essen tätig. Zudem war er an Radio-Produktionen für NDR, SWR, WDR, MDR und Radio Bremen beteiligt. Auch trat er mit Peter Weiss, Norbert Gottschalk, Rocko Schamoni, Nguyên Lê, David Friedman, Rudi Mahall, Ingmar Heller, Rolf Zielke, Nils Wogram, Hayden Chisholm, Jean-Louis Rassinfosse und Matthias Nadolny auf. Er ist außerdem auf Alben von Katrin Scherers unidentified flying orchestra und von Jan Klares The Dorf zu hören.
Seit 2024 ist er mit der Musikerin Clara Däubler verheiratet.

## Preise und Auszeichnungen
Mit dem Jazzorchester Niedersachsen erhielt Kuklinski den Kulturförderpreis des Landes Niedersachsen. Er war Gewinner des Jazzpodium Niedersachsen mit dem Ulli Orth Quintett, Niels Klein Oktett (2000), Albrecht Husens Coustics (2001), Lars Kuklinski Septett (2002), Lars Kuklinski Quartett und Coustics (2003). Mit der Gruppe Das blanke Entsetzen gewann Kuklinski den 2. Preis beim nationalen Hochschulwettbewerb für Jazzbands in Rostock 2001. Der Jazzwerk-Ruhr Förderpreis 2005 wurde ihm mit Natalie Hausmanns Le Diffus zugesprochen. Für sein Hermann-Hesse-Programm Nachtgefühl wurde er 2008 mit dem niedersächsischen Jazzpreis ausgezeichnet.

## Diskographische Hinweise
- Lars Kuklinski Quartett und Septett Hot Blowing and the Strings of Harmony (Blue Sound Studio 2000)
- Lars Kuklinski Quartett Live
- Lars Kuklinski Solo Querschnitt
- Lars Kuklinski Quartett Suite C Sharp Minor (Laika 2013, mit Hartmut Kracht, Jörg Brinkmann, Peter Eisold)